# The Silhouette
The Silhouette je drugi studijski album portugalskog gothic/doom metal sastava Ava Inferi. Album je 15. listopada 2007. godine objavila diskografska kuća Season of Mist.

## Popis pjesama
Tekstovi: Carmen Susana Simões, glazba: Rune Eriksen, osim pjesme "Oathbound" koju je skladala Simões.
| 1.    | »A Dança das Ondas« (Ples valova) | 5:22 |
| 2.    | »Viola«                           | 8:02 |
| 3.    | »The Abandoned«                   | 5:33 |
| 4.    | »Oathbound«                       | 1:55 |
| 5.    | »The Dual Keys«                   | 7:13 |
| 6.    | »Wonders of Dusk«                 | 4:59 |
| 7.    | »La Stanza Nera« (Crna soba)      | 5:41 |
| 8.    | »Grin of Winter«                  | 4:58 |
| 9.    | »Pulse of the Earth«              | 6:35 |
| 50:18 |                                   |      |

## Recenzije
Alex Henderson, glazbeni kritičar sa stranice AllMusic, dodijelio je albumu tri i pol zvjezdica od njih pet te je komentirao: "Ava Inferi mogla bi se opisati kao norveško-portugalski metal spoj. Sastav je u Portugalu osnovao Norveški gitarist Rune Eriksen, također znan kao Blasphemer (koji je uvelike poznat u death metal/black metal krugovima radi svojih doprinosa ozloglašenom Mayhemu), no svi su ostali članovi Portugalci, uključujući i glavnu pjevačicu Carmen Simões, basista Jaimea S. Ferreire te bubnjara Joãoa Samore. Sama činjenica da je jedan od članova Ave Inferi ujedno i član Mayhema natjerat će neke obožavatelje nordijskog death i black metala da bace oko na ovaj pedesetominutni CD, ali Ava Inferi ne spada ni u death metal ni u black metal -- The Silhouette k tome uopće ne zvuči kao Mayhem. Ovaj album iz 2007. (drugi album sastava) favorizira gothic metal; zapravo, Ava Inferi ima više toga zajedničkog s [grupama] Lacuna Coil, Moonspell (još jedan portugalski gothic metal sastav) i Nightwish nego s Mayhemom. Pjevačice nije teško naći u gothic metalu te je Simões suštinska goth pjevačica; favorizirajući prizvuke europske klasične glazbe, ekspresivna Simões turobnim i tužnim pjesmama poput "Oathbound", "La Stanza Nera" (što u prijevodu s talijanskog jezika znači "Crna soba" iako je sam tekst pjesme pisan na engleskom jeziku), "Viola" i "Grin of Winter" donosi tamnu i eteričnu kvalitetu. Simões ima impresivan vokalni raspon te je najvažniji dodatak Ave Inferi na [ovom] vrlo glazbenom albumu koji "roka" ali nikad nije teške ruke; čak i u svojim najžešćim trenucima, The Silhouette nikad nije otvoreno zloban. The Silhouette nije revolucionaran -- Europa je prepuna gothic metal sastava koji prigrljuju ovakav tip zvuka -- ali je vrlo slušljiv album koji postiže visoke ocjene zbog [svojeg] umjetničkog rada i glazbenosti. K tome, Blasphemer ne ostavlja mjesta sumnji da je uistinu sposoban funkcionirati i izvan death/black metal okoline".

## Zasluge
| Ava Inferi - Carmen Susana Simões – vokali - Rune Eriksen – gitara, efekti, produkcija - Jaime S. Ferreira – bas-gitara - João Samora – bubnjevi, udaraljke | Dodatni glazbenici - Daniel Cardoso – klavir, miksanje, uređivanje, inženjer zvuka Ostalo osoblje - Pedro Mendes – inženjer zvuka, uređivanje - Nuno Roberto – tipografija (logotipa) - Phobos Anomaly Design – ilustracije, fotografija |